# Folke Molin

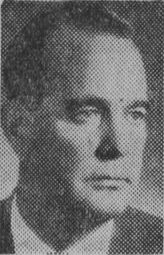
Folke Molin

Anders Folke Sverker Molin, född 13 november 1905 i Jungs församling, Skaraborgs län, död 10 augusti 1966 i Friggeråkers församling, Skaraborgs län, var en svensk arkitekt. 
Efter examen från Kungliga Tekniska högskolan 1933 var Molin anställd hos Gunnar Asplund och bedrev egen arkitektverksamhet i Stockholm, varefter han anställdes vid stadsplanekontoret i Göteborg 1936, vid Marinförvaltningen 1941, blev chefsarkitekt där 1944 samt var stadsarkitekt i Falköping, Tidaholm och Karlsborg samt bedrev egen arkitektverksamhet där från 1947. 
Molin ritade bland annat Elektriska AB AEG:s byggnad i Midsommarkransen, Stockholm, samt medborgarhus med teater, bibliotek och restaurang, utförde om- och tillbyggnad av bland annat skolor, ålderdomshem och brandstation i Falköping, ombyggnad av tingshuset i Tidaholm, Centralskolan i Karlsborg samt villor, hyreshus och industribyggnader i Skaraborgs län.

## Bilder

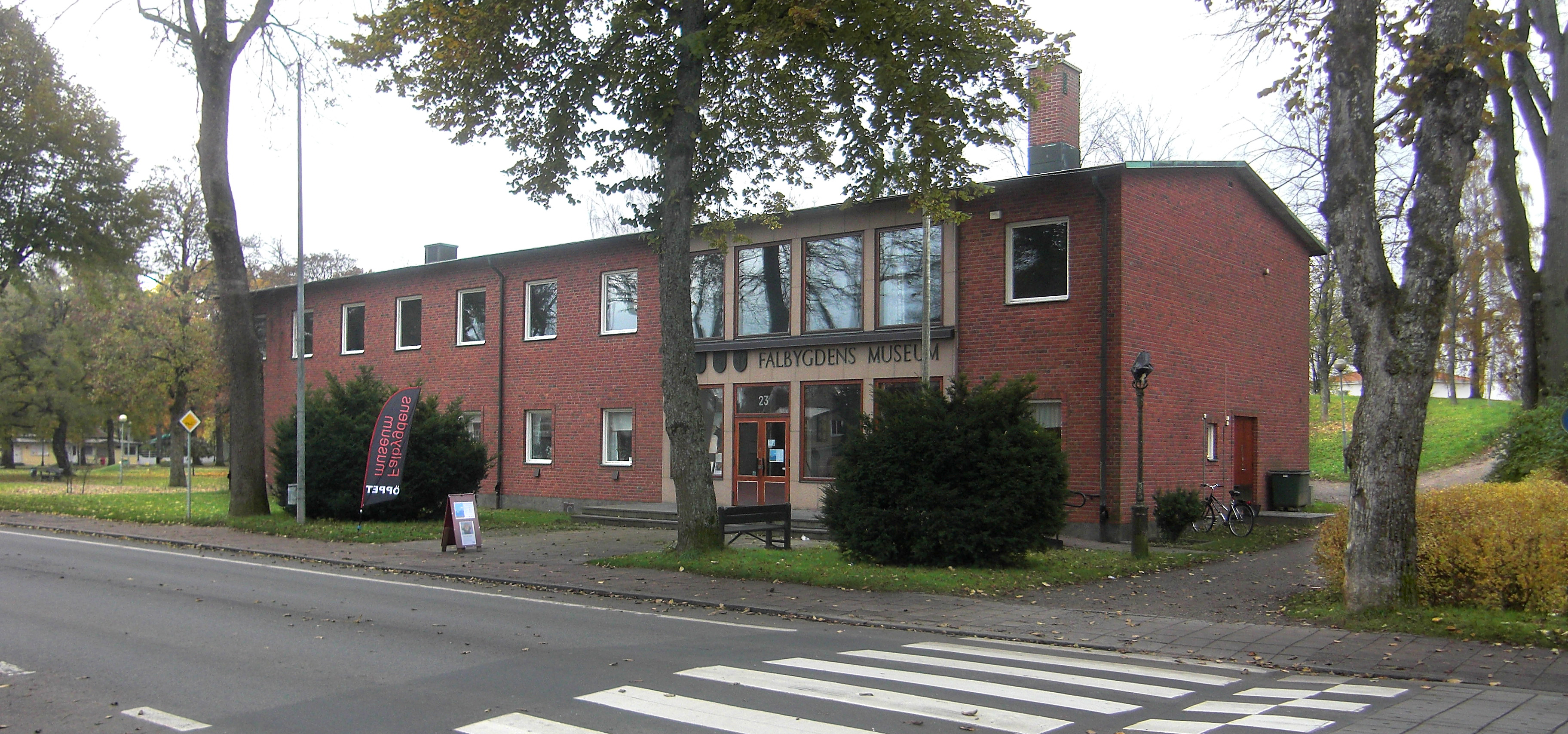
Falbygdens museum (1961)
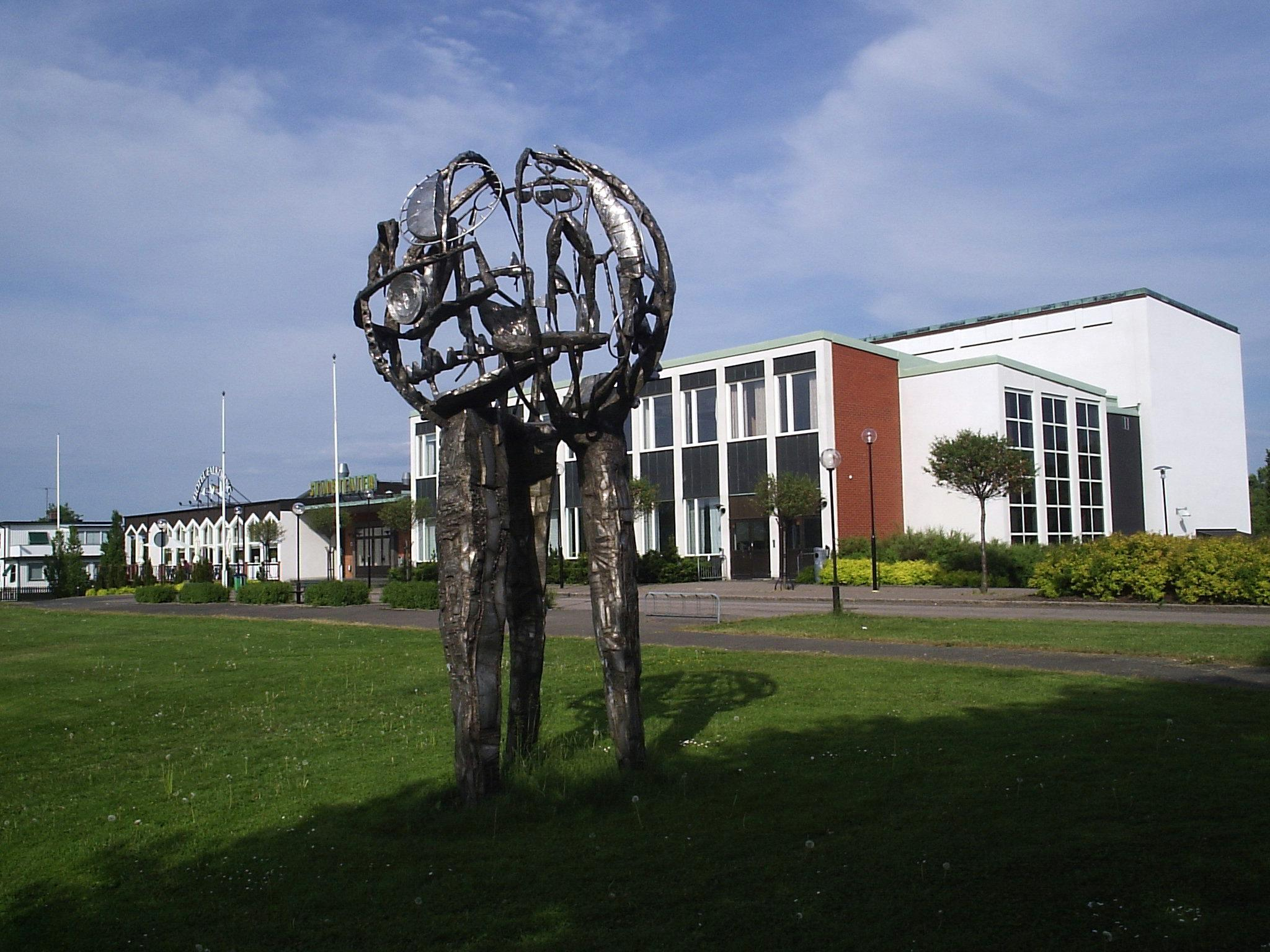
Stadsteatern i Falköping